# Герт, Сергей Давидович
Серге́й Давы́дович Герт (род. 29 декабря 1962, г. Губкин, Белгородская область, СССР) — актёр и театральный деятель, заслуженный артист Российской Федерации (1998), Заслуженный деятель искусств Российской Федерации (2012). C 2005 года — директор и художественный руководитель Таганрогского драматического театра имени А. П. Чехова.

## Биография
Родился 29 декабря 1962 года в городе Губкин Белгородской области.
В 1982 году окончил Казанское театральное училище по специальности «Актёр драматического театра». После обучения был направлен по распределению в Орский государственный драматический театр имени А. С. Пушкина, затем работал Архангельском драматическом театре им. Ломоносова.
С 1987 года работает в Таганрогском Чеховском (драматическом) театре, в 2006 был назначен его художественным руководителем.
В 2005 году окончил московскую Академию переподготовки работников искусства, культуры и туризма по программе «Театроведение».
Является членом правления Союза театральных деятелей Ростовской области.

### Семья
- Жена — Герт Галина Владимировна.
- Дочь — Герт Дарья Сергеевна[3].

## Награды и премии
- Заслуженный артист Российской Федерации (1998)
- Заслуженный деятель искусств Российской Федерации (2012)
- Золотой Диплом XII Международного театрального форума «Золотой витязь» за исполнение роли князя К. в спектакле «Прощальная гастроль князя К.» (2014)
- Лауреат Чеховских премий Главы Администрации (губернатора) Ростовской области в области культуры и искусства за создание спектаклей о жизни А. П. Чехова: «Последняя страница» и «Всё начинается с детства»
- Памятная медаль «150-летие А. П. Чехова» (2011)
- Лауреат 13-го областного фестиваля «Декада Донского театра» (2010)
- Почетный Диплом Российского авторского общества «За личный вклад в развитие системы охраны интеллектуальной собственности в Российской Федерации»
- Диплом Международного театрального фестиваля (г. Донецк, Украина) за лучшую мужскую роль — Кочкарева в спектакле Н. В. Гоголя «Женитьба»
- Дипломы II-го и IV-го Международных театральных фестивалей Международного Черноморского клуба «Человек играющий» (2007, 2010)
- Диплом Ростовского Регионального Фонда защиты прав творческой интеллигенции «Человек года — 2008» в номинации «Актер года» (2008)
- Диплом Ростовского регионального отделения СТД РФ «Мельпомена — 2007» за роль Кочкарева в спектакле «Женитьба» Н. В. Гоголя (2007)
- Благодарность Законодательного собрания Ростовской области
- Почетная грамота Министерства культуры РФ[1][4]

## Театральные работы
За годы работы сыграл более ста ролей, среди которых:
- «Лес» А. Н. Остовского — Несчастливцев
- «Царевич Алексей» Д. С. Мережковского — Царевич Алексей
- «Бег» М. А. Булгакова — Голубков
- «Я вам нужен, господа!» А. Н. Островского — Глумов
- «Иванов» А. П. Чехова — Иванов
- «Женитьба» Н. В. Гоголя — Кочкарев
- «Оскар» Клода Манье — Бертран Барнье
- «Человек в футляре» А. П. Чехова — Михаил Саввич Коваленко
- «Всё начинается с детства…» — участник вечера
- «Последняя страница» А. П. Чехова — участник вечера
- «Дверь в смежную комнату» А. Эйкбурна — Рис Уэллс
- «Прощальная гастроль князя К.» Ф. М. Достоевского — князь К.
- «Д-Р» Б.Нушича — Живота Цвийович
- «Ох, уж эта Анна!» М. Камолетти — Бернар
- «Перебор» Х. Бергера — Джон Валлоне
- «Зойкина квартира» М. А. Булгакова — Борис Семёнович Гусь-Ремонтный
- «Семейка Краузе» А. Коровкина — Кувыкин
- «Небесный тихоход» по мотивам одноимённого фильма — Павел Фёдорович Рыбаков
- «Странные люди» по рассказам Л. Н. Андреева «Монумент» и «Любовь к ближнему» — хозяин
- «Голодранцы или аристократы?» Э.Скарпетта — Феличе Шошамокко
- «Макбет. Net» по мотивам произведений У. Шекспира — Макбет
- «Джек» В. М. Ольшанского — Нащокин Виктор Михайлович

## Фильмография
- 2019 — Смотритель маяка — эпизод[5]
- 2013 — Хуторянин — Владимир Михайлович[6]
- 2002 — Дневник убийцы — следователь[7]